# 吴挺
吴挺（1138年—1193年），字仲烈，信王吴璘第五子，南宋名将。

## 生平
德顺军陇干（甘肃省静宁县）人，生于兴州官舍，以恩萌补忠训郎，从璘为中郎将，从军为兴州驻扎御前诸军后部准备将，稍后迁中部第一将正将。紹興二十八年（1158年）正月，時任忠訓郎（武階，四十七階，從九品）、兴州驻札御前中军第一将正将吴挺被宋高宗召见，挺占对称旨，超授右武郎（武階，三十七階，從七品）、兩浙西路兵馬都监兼御前祗候，赐金带，在“行在”临安府任职。六月，加带御器械。二十九年（1159年）六月，吴挺回川任添差利州路兵马钤辖（差遣）、迁右武大夫。三十年（1160年）四月，应保宁军节度使、兴元府驻扎御前诸军都统制姚仲所请，为兴元府駐扎御前前军同统制、兴州（今陕西略阳县）駐扎御前前军统制兼主管中军军马。三十一年（1161年）八月，金人敗盟，四川宣撫使吴璘使总三路兵御敵，挺愿自力军前，璘以为興州駐扎御前中军统制，王師收復秦州，金将合喜孛堇介統叛将张中彦以兵来争，挺破其治平砦，令興州駐扎御前前军统制梅彦率部據守城門，率背嵬骑繞出敵后，據高擊之，金人敗走。挺不自为功，状彦第一，士颇多之。璘亦引嫌，并匿其功。
三十二年（1162年）正月，赏秦州之捷，擢荣州刺史（階官，從五品），拜熙河路经略安抚使兼知熙州事、充马步军都总管。闰二月，挺与興元府駐扎御前諸軍都统制姚仲率东西路兵攻德顺軍，金军左都监空平凉之众以援合喜，又遣精兵数万自凤翔来会。仲驻军六盘，挺独趋瓦亭，身冒矢石，众从之，统制官拱卫大夫、秀州刺史吴胜，閤门宣赞舍人朱勇等以所部逆战。金人舍骑操短兵奋斗，挺遣别将尽夺其马，金众遂溃。挺勒兵追之，禽千户耶律九斤、孛堇等百三十七人。金人惩前衄，悉兵趋德顺军。璘自秦州来督师，先壁于险，且治夹河战地。金人果大至，挺诱致之，至所治战地，盛兵蹙之，敌不能支，一夕遁去。巩州久不下，挺以选锋至城下，诸将咸曰：“西北坡陀地易攻，若分兵各当一面，宜得利。”挺曰：“西北虽卑而土坚，东南并河多沙砾善圮。且兵分则少，以少当坚城，可得而下乎？”乃命悉众击东南陬。不二日，楼橹俱尽。夜半，其将雷千户约降，黎明，城破。以功授团练使（階官，從五品），又以瓦亭功授郢州防御使（階官，從五品）。
六月，孝宗即位，加璘兼陕西、河东路招讨宣抚使。璘虑敌必再争德顺軍，至自河池，金人果合兵十余万列栅以拒。有大酋引骑数千睨东山，璘命挺领骑迎击，却之。遂据东山，筑堡以守。敌不能争，乃益修攻具，为大车匿战士其中，将填隍而进。挺命抡大木植中道，车至不得前。拜武昌軍承宣使（階官，正四品），寻加龍衛神衛四厢都指揮使（禁軍軍職，從五品）、熙河路经略安抚使、興州駐扎御前中军统制（差遣），时年二十五。会朝廷主议和，诏西师解嚴，父子遂旋军。乾道元年(1165年)十一月，落熙河路经略安抚使、升興州駐扎御前中軍都統制。三年（1167年），以父命入奏，拜侍卫亲軍步军司都指挥使（禁軍軍職。正五品），节制兴州军马。五月，吳璘卒。六月，起复金州駐扎御前諸軍都统制、金房开达州安抚使，改利州东路馬步軍总管。挺力求终丧，许之。六年（1170年）服除，召为左卫上将军（環衛官，從二品）。朝廷方议置神武中军五千人以属御前，命挺为都统制。挺力陈不当轻变祖宗法，事遂寝。拜主管侍卫親軍步军司公事。八年（1172年），拜鄂州驻扎御前诸军都统制。九年（1173年）正月，鄂州、荆南府两驻扎御前诸军都统制司合编为一军。四月，为鄂州江陵府驻扎御前诸军都统制、鄂州驻扎。淳熙元年（1174年）六月，改興州駐扎御前諸軍都統制，建節，拜定江军節度使（階官，從二品）。四年（1177年），入觐。五年（1178年）七月，除知兴州事、利州西路安抚使。密修皂郊堡，增二堡，缮戎器，储于两库，敌终不觉。十年（1183年）冬，特加检校少保。
光宗即位，御笔奖劳。绍熙四年（1193年）春，以疾乞致仕，诏加太尉（武階，第一階，正二品）。五月卒，年五十六。光宗震悼，賻銀絹各千、錢五百萬。八月，赠少师（贈官，三少，正一品）、开府仪同三司（文階，第一階，從一品），谥号武穆，累赠太师、卫国公。次子吴曦官至太尉、昭信軍節度使，后據蜀叛宋，被刺死。

## 家族
- 高祖：吴谦，追封魏国公，累赠太师
- 高祖母：李氏，魏国夫人
- 曾祖：吴遂，追封楚国公，累赠太师
- 曾祖母：齐氏，楚国夫人
- 祖：吴戾，追封鲁国公，累赠太师
- 祖母：刘氏，鲁国夫人
- 父：吴璘，太傅、奉国军节度使、新安郡王、追封信王、赠太师、谥号武顺
- 母：刘氏，庆国夫人
- 妻：李氏，永嘉郡夫人、追赠卫国夫人
- 子：吴旴，朝奉郎、直秘阁
- 子：吴曦
- 子：吴晓
- 子：吴晛，从义郎、閤門祗候
- 子：吴晫，成忠郎
- 孙：吴□
- 孙女：吴氏

## 轶事
吴挺代父掌兵权时，骄横恣肆，结交死士，多次因过杀人。陆游向川陕宣抚王炎建议以吴拱代替吴挺。